# Dubovszki János
Dubovszki János (Höszlin, 1654 – Kassa, 1710. október 8.) jezsuita rendi pap, tanár.

## Élete
18 éves korában lépett a rendbe; oly ügyes matematikus volt, hogy a Nagyszombati Egyetemen az egyházjogot adta elő és Kassán az akadémia igazgatója volt, egyúttal a matematikát is tanította; azután a nagyszombati papnevelő igazgatója lett; végre Kassán a teológiát tanította s a rend növendékeinek igazgatója volt.

## Munkái
De sinibus, tangentibus et secantibus. Tyrnaviae…